# 종6품
종6품은 고려와 조선의 18품계 중 제12등급의 품계였다.

## 조선
제12등급의 품계였으며, 특히 종6품 하계를 기준으로 그 이상을 조회(朝會)에 참여할 수 있다고 하여 참상관(參上官)이라 하였다.
해당하는 관직으로는 주부·부수찬·기사관·규장각직각·좌찬독·우찬독·인의·교수·겸교수·군문낭청·위수·장사(長史)·부전수, 의금부와 오부의 도사, 별제·종사관·부장(部將)·수문장·부사과·현감·찰방·감목·병마절제도위 등이 있었다.